# Kasper Risgård
Kasper Winde Risgård, född 4 januari 1983 i Ålborg, är en dansk före detta fotbollsspelare.

## Karriär
I juli 2013 återvände Risgård till AaB. Efter säsongen 2018/2019 avslutade Risgård sin karriär.